# Mezquita Guyulug
La Mezquita Guyulug (en azerí: Quyuluq məscidi) fue una mezquita de la ciudad de Shusha en Azerbaiyán.

## Historia
La mezquita Guyulug fue construida en el barrio Guyulug de la ciudad de Shusha. La mezquita fue una de las diecisiete mezquitas que se encontraban en la ciudad de Shusha a finales del siglo XIX. La mezquita Guyulug fue destruida durante los 30 años de ocupación.
La mezquita fue incluida en la lista de monumentos arquitectónicos de la historia y la cultura de importancia local en el año 2001 según la orden del Gabinete de Ministros de la República de Azerbaiyán.